# Nicki Bille Nielsen
Nicki Bille Nielsen (ur. 7 lutego 1988 w Kopenhadze) – duński piłkarz występujący na pozycji napastnika, reprezentant kraju.

## Kariera klubowa
Nielsen jest wychowankiem duńskiego Frem, w swojej karierze grał także w barwach takich zespołów, jak Reggina, Martina Franca, Lucchese, Nordsjælland, Villarreal CF, Elche CF, Rayo Vallecano, Rosenborg, Evian, Esbjerg, Lech Poznań czy Panionios GSS.

## Kłopoty z prawem
W czerwcu 2018 roku został skazany przez sąd w Monako na miesiąc aresztu oraz karę grzywny za czyn, którego się dopuścił na terenie księstwa. Zawodnik w stanie upojenia alkoholowego miał dusić kobietę i uderzyć drugą, która próbowała mu w tym przeszkodzić. Znaleziono także przy nim prawie gram kokainy.
W październiku 2018 został aresztowany w Kopenhadze, gdzie groził bronią jednej z napotkanych osób na deptaku Stroget. Piłkarz zachowywał się agresywnie i trafił do aresztu.

## Życie prywatne
Oprócz ojczystego języka duńskiego Bille Nielsen posługuje się także angielskim, niemieckim, francuskim, włoskim i hiszpańskim. Będąc zawodnikiem Lecha Poznań podjął naukę języka polskiego.

## Sukcesy
- Puchar Danii: 2009/2010 z Nordsjælland
- Superpuchar Polski: 2016 z Lechem Poznań